# Sanhe, Yingzhou
Sanhe (kinesiska: 三合) är en köping i östra Kina. Den ligger i stadsdistriktet Yingzhou i staden Fuyang i provinsen Anhui, omkring 180 kilometer nordväst om provinshuvudstaden Hefei. Antalet invånare är 28176. Befolkningen består av 14 277 kvinnor och 13 899 män. Barn under 15 år utgör 21,0 %, vuxna 15-64 år 66 %, och äldre över 65 år 11,0 %.